# Olympische Sommerspiele 2020/Teilnehmer (Somalia)
| Gelbes Symbol für Goldmedaillen mit stilisierten Olympischen Ringen | Graues Symbol für Silbermedaillen mit stilisierten Olympischen Ringen | Braundes Symbol für Bronzemedaillen mit stilisierten Olympischen Ringen |
| ------------------------------------------------------------------- | --------------------------------------------------------------------- | ----------------------------------------------------------------------- |
| —                                                                   | —                                                                     | —                                                                       |

Somalia nahm an den Olympischen Spielen 2020 in Tokio mit zwei Sportlern in zwei Sportarten teil. Es war die insgesamt zehnte Teilnahme an Olympischen Sommerspielen.

## Teilnehmer nach Sportarten

### Boxen
| Frauen    |                        |         |         |               |     |               |               |               |               |   |
| Ramla Ali | Federgewicht bis 57 kg | Freilos | Freilos | M. C. Nechita | 0:5 | ausgeschieden | ausgeschieden | ausgeschieden | ausgeschieden | 9 |

### Leichtathletik
Laufen und Gehen 
| Athleten        | Wettbewerb | Runde 1     | Runde 1 | Halbfinale    | Halbfinale    | Finale        | Finale        | Rang          |
| Athleten        | Wettbewerb | Zeit        | Rang    | Zeit          | Rang          | Zeit          | Rang          | Rang          |
| --------------- | ---------- | ----------- | ------- | ------------- | ------------- | ------------- | ------------- | ------------- |
| Männer          |            |             |         |               |               |               |               |               |
| Ali Idow Hassan | 1500 m     | 3:43,96 min | 10      | ausgeschieden | ausgeschieden | ausgeschieden | ausgeschieden | ausgeschieden |